# Kostel Povýšení svatého Kříže (Mistrovice)
Římskokatolický filiální kostel Povýšení svatého Kříže v Mistrovicích je barokní sakrální stavba z první poloviny 19. století. Od roku 2001 je kostel chráněn jako kulturní památka.

## Architektura
Jedná se o obdélnou stavu, která má vně polokruhový, uvnitř trojboký závěr. Při jeho severní straně se nachází pravoúhlá sakristie. Západní průčelí má střední rizalit, který je vyvrcholený věží. Průčelí je členěno pilastry a pásovou římsou, na kterou dosedají polokruhem ukončená okna a polokruhové okno. Vstupní portál je s polokruhovým záklenkem a trojúhelným štítem.
Presbytář je sklenut konchou s lunetami. Loď má valenou klenbu s lunetami. Kruchta je konvexně vypnutá a podklenutá plackami.

## Zařízení
Zařízení pochází převážně z 19. století. Boční portálový oltář zasvěcený svaté Anně pochází z první poloviny 19. století. Kazatelna je pozdně barokní. V kostele se nachází barokní soška svatého Josefa.